# مشهرة

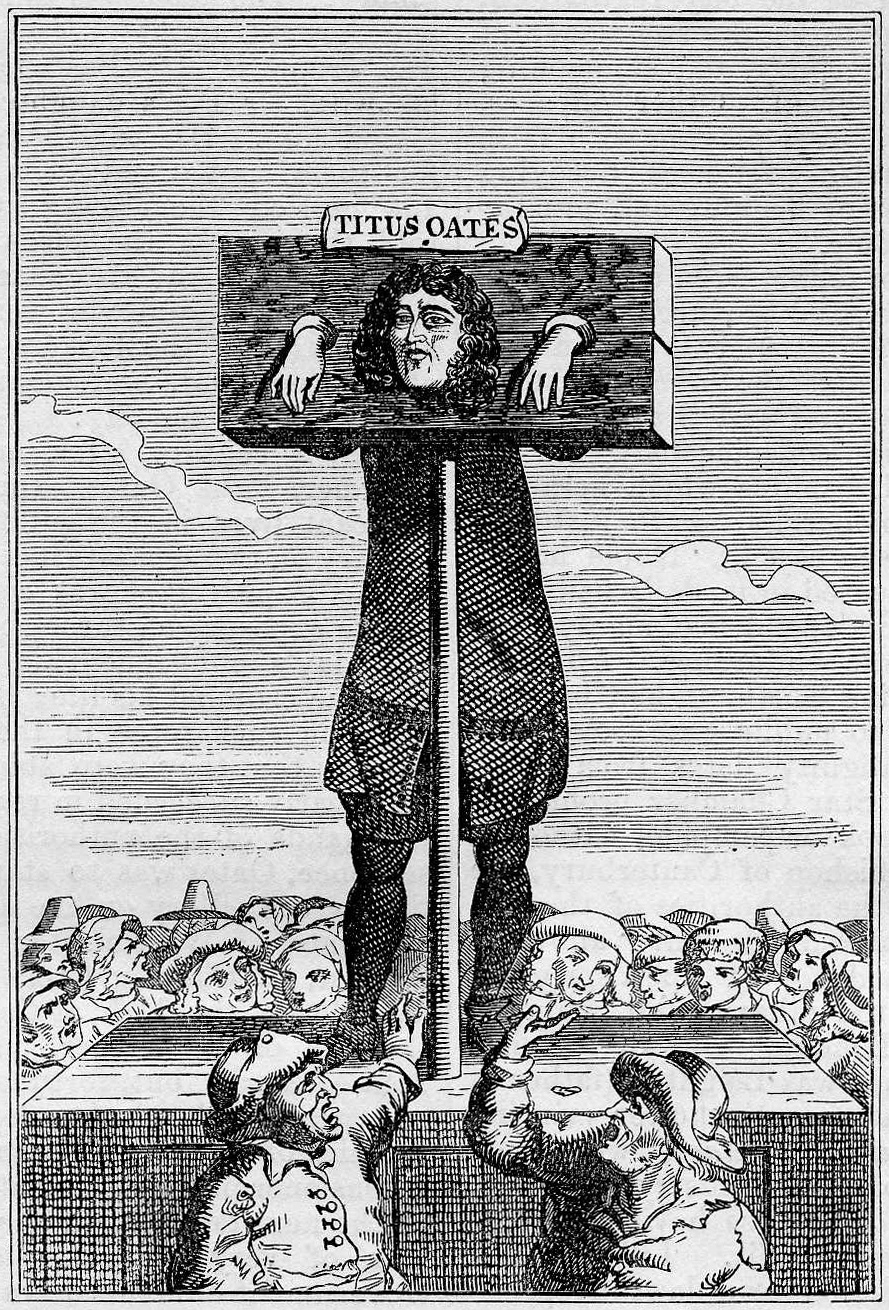
حاكم القرن السابع عشر تيتوس أوتس مُقيداً في المشهرة.

المُشَهِّرَة أو الحِنِاك أو قَمَّاطَة القَصَّاص (بالإنجليزية: pillory)‏، عبارة عن جهاز مصنوع من إطار خشبي أو معدني يتم تشييده على أحد الأعمدة، مع وجود ثقوب لاحتواء الرأس واليدين، كانت تستخدم سابقًا للعقاب من خلال الإذلال العلني وغالبًا ما تتسبب في المزيد من الإساءة البدنية. والمشهرة مرتبطة دائماً بالمقطرة.
تم توثيق الكلمة باللغة الإنجليزية منذ عام 1274، وينبع من لفظ pellori الفرنسية والتي تعني حاجز عمودي.
تكون آلية المشهرة من خلال إجبار المُذنبين على الانحناء للأمام ولصق رؤوسهم وأيديهم أمامهم، حيث أنها طريقة غير مريحة للغاية ومع ذلك، كان الغرض الرئيسي من وضع المجرمين بهذه الطريقة هو إذلالهم علانية والتشهير بهم.

## روابط خارجية
- أمثلة على المشهرة من المملكة المتحدة وإيرلندا على geograph.org.uk